# Nguyễn Thị Thanh Hưng
Nguyễn Thị Thanh Hưng (sinh 1963) là đại biểu Quốc hội Việt Nam khóa X. Bà thuộc đoàn đại biểu Đà Nẵng.
Tên thường gọi: Nguyễn Thị Thanh Hưng
Ngày sinh: 28/6/1963
Giới tính: Nữ
Dân tộc: Kinh
Tôn giáo: Không
Quê quán: Xã Hòa Tiến, huyện Hòa Vang, TP Đà Nẵng
Trình độ chuyên môn: Cử nhân Kinh tế, Trung cấp Báo chí
Nghề nghiệp, chức vụ: Huyện uỷ viên; Uỷ viên Ban Thường vụ Thành đoàn; Bí thư huyện Đoàn TNCSHCM huyện Hoà Vang, TP Đà Nẵng, Phó Bí thư thành đoàn thành phố Đà Nẵng
Nơi làm việc: Thành đoàn thành phố Đà Nẵng
Nơi ứng cử: TP Đà Nẵng
Đại biểu Quốc hội khoá: X
Đại biểu chuyên trách: Không
Đại biểu Hội đồng Nhân dân: Không